# 알레시 헴스키
알레시 헴스키(체코어: Aleš Hemský, 1983년 8월 13일~)는 체코의 은퇴한 아이스하키 선수로 포지션은 라이트윙이다. 내셔널 하키 리그(NHL)의 에드먼턴 오일러스, 오타와 세너터스, 댈러스 스타스, 카나디앵 드 몽레알 소속으로 뛰었으며, NHL 드래프트 지명팀인 에드먼턴 오일러스에서 대부분의 경력을 보냈다. 
국제 대회에서는 체코 아이스하키 국가대표팀 소속으로 참가했으며, 2006년 동계 올림픽에서 동메달을 획득하였다. 또한 2005년 세계 선수권 대회에서 우승을 차지했고, 2012년 세계 선수권 대회에서 3위에 올랐다.